# 河村重家
河村 重家（かわむら しげいえ）は、戦国時代の武将。甲斐武田氏家臣。

## 経歴・人物
武田信縄と油川信恵の家督争いでは油川方に付いた。信恵や武田信昌の取次を務める。当時の書状より信昌や信恵の側近を務めた有力な家臣であったと推測されている。永正5年（1508年）10月の勝山合戦では武田信虎の攻撃を受け河村一族は戦死したが、重家もこの際に戦死したものと推測されている。